# Jacques Viot
Ne doit pas être confondu avec Jacques Viot (diplomate).
Pour les autres membres de la famille, voir Famille Viot.
Jacques Viot est un écrivain et scénariste français, né le 20 novembre 1898 à Nantes, ville où il est mort le 29 janvier 1973.

## Biographie
Jacques Viot naît dans une famille de la haute bourgeoisie nantaise, d'origine tourangelle, qui a compté plusieurs armateurs. Il est le petit-fils de Jules Galot, l'arrière petit-fils de Henri Fournier, et le parent du P. Michel Viot. 
Élève de l'externat des Enfants-Nantais de 1908 à 1912, il passe ses vacances à Pornic. Incorporé dans un régiment d'artillerie à Vannes en 1916, il participe à la Guerre de 1914-1918, au cours de laquelle il côtoie Louis Marcoussis. Après la guerre, il s'inscrit à École des hautes études commerciales de Paris (HEC) où il obtient un diplôme, puis travaille dans un cabinet d'assurance nantais. 
Choisissant une autre vie, il quitte Nantes pour Paris, où, sans travail et sans argent, il écrit des poèmes, travaille pour Le Journal littéraire. Devenu secrétaire du galeriste Pierre Loeb, il expose Joan Miró, Max Ernst et le Nantais Pierre Roy. Il rejoint le groupe surréaliste en 1925 ; il publiera successivement dans La Révolution surréaliste et dans Le Surréalisme au service de la Révolution. Très endetté, Jacques Viot s'exile pour l'Océanie, où il vit dans une ethnie locale. Il réussit à obtenir sa confiance, si bien qu'elle lui indique où sont cachés certains de ses totems. Jacques Viot rapporte certaines de ces pièces en France, dont quelques-unes sont exposées au Musée du quai Branly. 
À partir de 1935, il écrit des scénarios dont certains de films restés fameux : Le Jour se lève (adapté et dialogué par Jacques Prévert) et Orfeu Negro (coécrit avec Marcel Camus).

## Publications
- Déposition de blanc, Librairie Stock, 1932
- Malaventure, Librairie Stock, 1933
- Dans l'escalier, roman policier publié sous le nom de Benoît Vince, Calmann-Lévy, 1934
- La Gueule du loup, roman policier publié sous le nom de Benoît Vince, Calmann-Lévy, 1934
- Le Niais, roman, La Jeune Parque, 1945
- Joseph, roman, La Jeune Parque, 1947
- Poèmes de guerre, Le cher déluge, Tu ne peux mourir sans moi et Formose, édition critique de textes inédits, Paris, Éditions Jean-Michel Place, préface de Patrice Allain, 1994

## Filmographie
Scénariste
- 1935 : Les Beaux Jours
- 1938 : Les Gens du voyage
- 1938 : Fahrendes Volk
- 1938 : Le Dompteur
- 1939 : Le jour se lève
- 1942 : La Maison des sept jeunes filles
- 1942 : Une femme disparaît
- 1943 : Marie-Martine
- 1944 : La Collection Ménard
- 1945 : Carmen
- 1946 : Lunegarde
- 1946 : Macadam
- 1947 : La Longue Nuit (The Long Night) de Anatole Litvak
- 1948 : Rapide de nuit
- 1951 : Saint-Louis, ange de la paix
- 1951 : Juliette ou la Clé des songes
- 1953 : L'Appel du destin
- 1954 : Le Masque de fer
- 1954 : L'Air de Paris
- 1955 : Le Port du désir
- 1957 : L'Auberge en folie
- 1959 : Orfeu Negro
- 1961 : Os Bandeirantes
- 1962 : L'Oiseau de paradis
- 1963 : Le Tout pour le tout
- 1964 : O Santo Módico
- 1979 : Le Crime des innocents (téléfilm), adaptation posthume de son roman Le Square des innocents